# (10265) Gunnarsson
(10265) Gunnarsson (1978 RY6) – planetoida z pasa głównego asteroid okrążająca Słońce w ciągu 5,81 lat w średniej odległości 3,23 j.a. Odkryta 2 września 1978 roku.